# Trieces platysoma
Trieces platysoma är en stekelart som beskrevs av Henry Keith Townes, Jr. 1946. Trieces platysoma ingår i släktet Trieces och familjen brokparasitsteklar. Inga underarter finns listade i Catalogue of Life.